# Callophrys kolak
Callophrys kolak är en fjärilsart som beskrevs av Higgins 1965. Callophrys kolak ingår i släktet Callophrys och familjen juvelvingar. Inga underarter finns listade i Catalogue of Life.